# Бурса (учебное заведение)

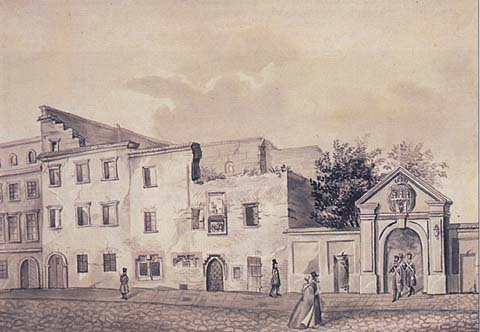
Здание в Кракове, Польша, где находилась бурса Длугоша, просуществовала до 1840 года.

Бу́рса (лат. bursa — «карман, кошелёк») — общежитие при духовном образовательном учреждении в дореволюционной России.
В Средние века слово бурса означало общую кассу какого-либо союза или учреждения, например монастыря, братства и тому подобное. Затем слово стали применять преимущественно к кассе общежития учащихся и к самому помещению общежития. Такие общежития возникли под названием бурс сперва во Франции, где большей частью на средства благотворителей (впоследствии и за плату) студентам университетов предоставлялась общая квартира с полным содержанием, причем жившие тут вместе студенты (называвшиеся Bursarii или Bursiati) находились под строгим надзором, не смели выходить без разрешения, должны были одеваться согласно предписаниям и тому подобное. Институт этот был распространён и в других странах, очень часто имея характер только частного предприятия. Подобные структуры существовали во Франции в конце XIX века (фр. Bourse) и представляли собой множество безвозмездных вакансий в пансионах при образовательных учреждениях или стипендий для учащихся.

## Бурсы в России (Польше, Белоруссии, Украине)

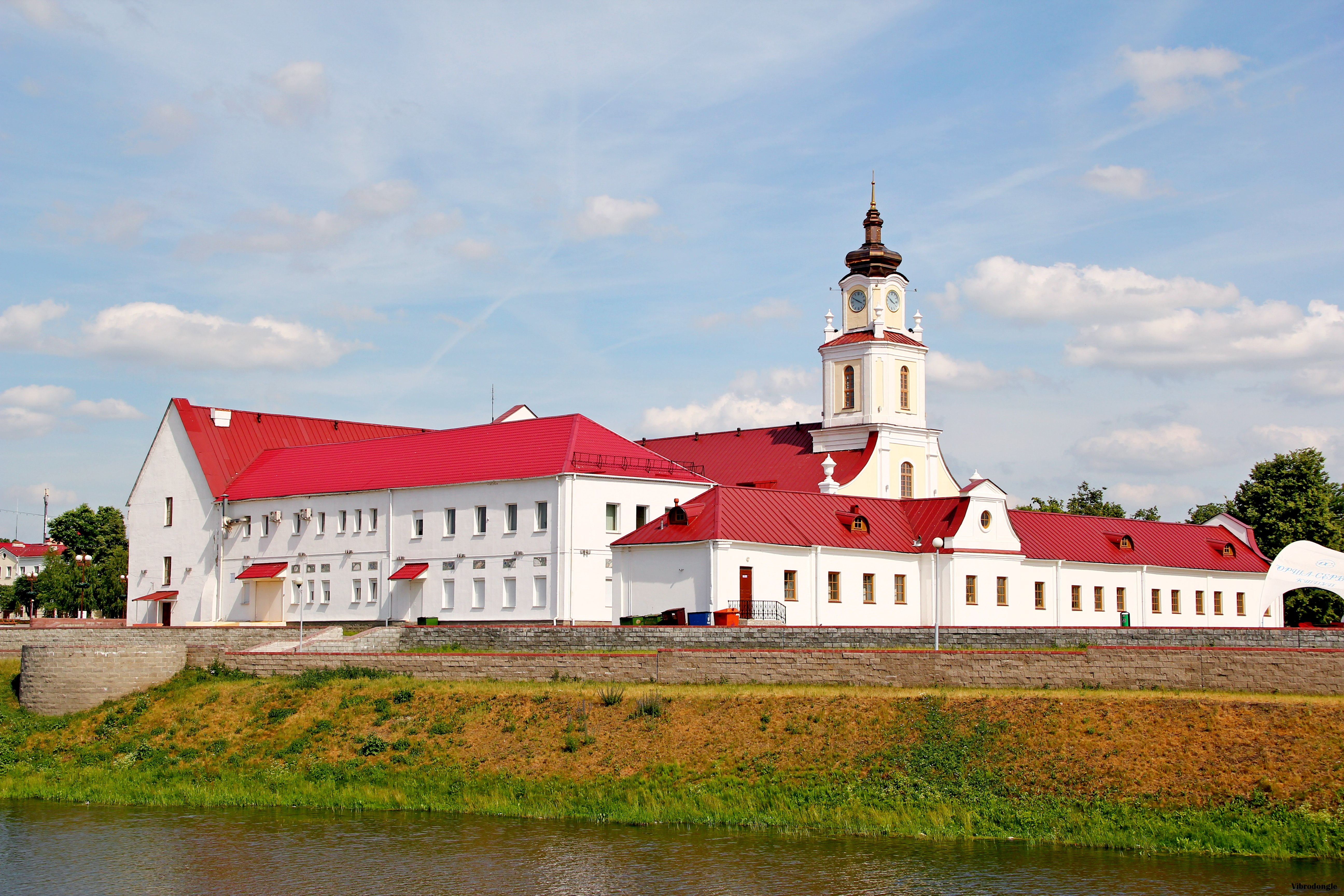
Иезуитский коллегиум в Орше.
На переднем плане, справа — здание бурсы.

В Российской империи под именем бурсы известно было прежде всего специальное общежитие при Киевско-братском училище (впоследствии Киевская духовная академия). Оно возникло в первой половине XVII века при Петре Могиле, преобразовавшем состоявший при училище странноприимный дом в постоянное помещение для нуждающихся воспитанников, число которых было очень велико (простиралось от 200 до 500). Положение питомцев, живших в бурсе (так называемых бурсаков), уже в конце XVII века из-за непрекращающихся военных конфликтов с Речью Посполитой, роспуска казачьих образований, из среды которых поступали и ученики и материальная помощь, становится очень незавидным: жильё, пища, одежда, предлагавшиеся им безвозмездно, были очень скудны, и обычным средством поддержать материальное положение бурсаков считался в конце XVII и в продолжение почти всего XVIII века сбор добровольных подаяний, производившийся самими воспитанниками. Последние торжественно избирали для этого из своей среды ежегодно двух так называемых префектов, нескольких ассистентов и секретарей. Этим выборным вручалась особая книга (Album), с которой они обходили киевских граждан и жителей окрестностей. Кроме того, многие бурсаки составляли из своих рядов походные артели, чтобы пением кантов, произнесением речей и стихов, представлением различных пьес, отправлением церковных служб и тому подобным заработать нужные им средства. Во второй половине XVIII века положение киевской бурсы начинает улучшаться: при митрополите Арсении Могилянском она была переведена из деревянного строения в каменное. В 1786 году сбор пожертвований воспитанниками был окончательно запрещён.
От Киевской духовной академии название бурсы перешло вообще на все общежития при духовных учебных заведениях, особенно при семинариях. В первой половине позапрошлого столетия состояние этих бурс было ещё очень жалкое: крайняя неопрятность и запущенность помещений, злоупотребления при снабжении воспитанников пищей и одеждой, антигигиенические условия жизни, жестокость в обращении с воспитанниками, нерациональные педагогические приёмы (застращивание, возбуждение розни между бурсаками и другие) — всё это придавало бурсам отрицательный образ. Картина нравов бурсы ярко очерчена в известных «Очерках бурсы» Н. Г. Помяловского (СПб., 1865, 2-е издание, 1874), публикация которых вызвала широкий общественный резонанс.
В советское время термин «бурса» стал широко применяться в ироническом смысле к средним специальным учебным заведениям, особенно к профессионально-техническим училищам.

## Бурсаки в литературе
- «Очерки бурсы» Николая Помяловского[5].
- «За живой и мертвой водой» А. К. Воронского.
- «Из далёкого прошлого. Воспоминания» Мамина-Сибиряка.
- Автобиографическая повесть Ивана Никитина «Дневник семинариста».
- Остап и Андрий в повести Гоголя «Тарас Бульба».
- Хома Брут в повести «Вий».
- Назанский в повести Куприна «Поединок».
- Афанасий Иванович в повести «Сорочинская ярмарка» Гоголя.
- Неон Хлопотинский и ряд других персонажей в повести Василия Нарежного «Бурсак».